# JaConfetti
JaConfetti er en dansk musikduo bestående af Josephine Philip og Ane Trolle, der kombinerer en lang række stilarter fra swingmusik til dance.
Trolle og Philip har hver for sig tidligere optrådt i andre sammenhænge. Ane Trolle har f.eks. sunget med Trentemøller, mens Philip har medvirket på pladeindspilninger med Filur. I JaConfetti har de to opbygget et fantasiunivers, hvor de optræder under kunstnernavnene Yvone Coco og Ella Mau. Dette univers præsenterer de på debutalbummet fra 2007, The Rainbow Express, samt ved koncerter.